# 卡拉庫爾特
45°38′1″N 28°42′18″E / 45.63361°N 28.70500°E

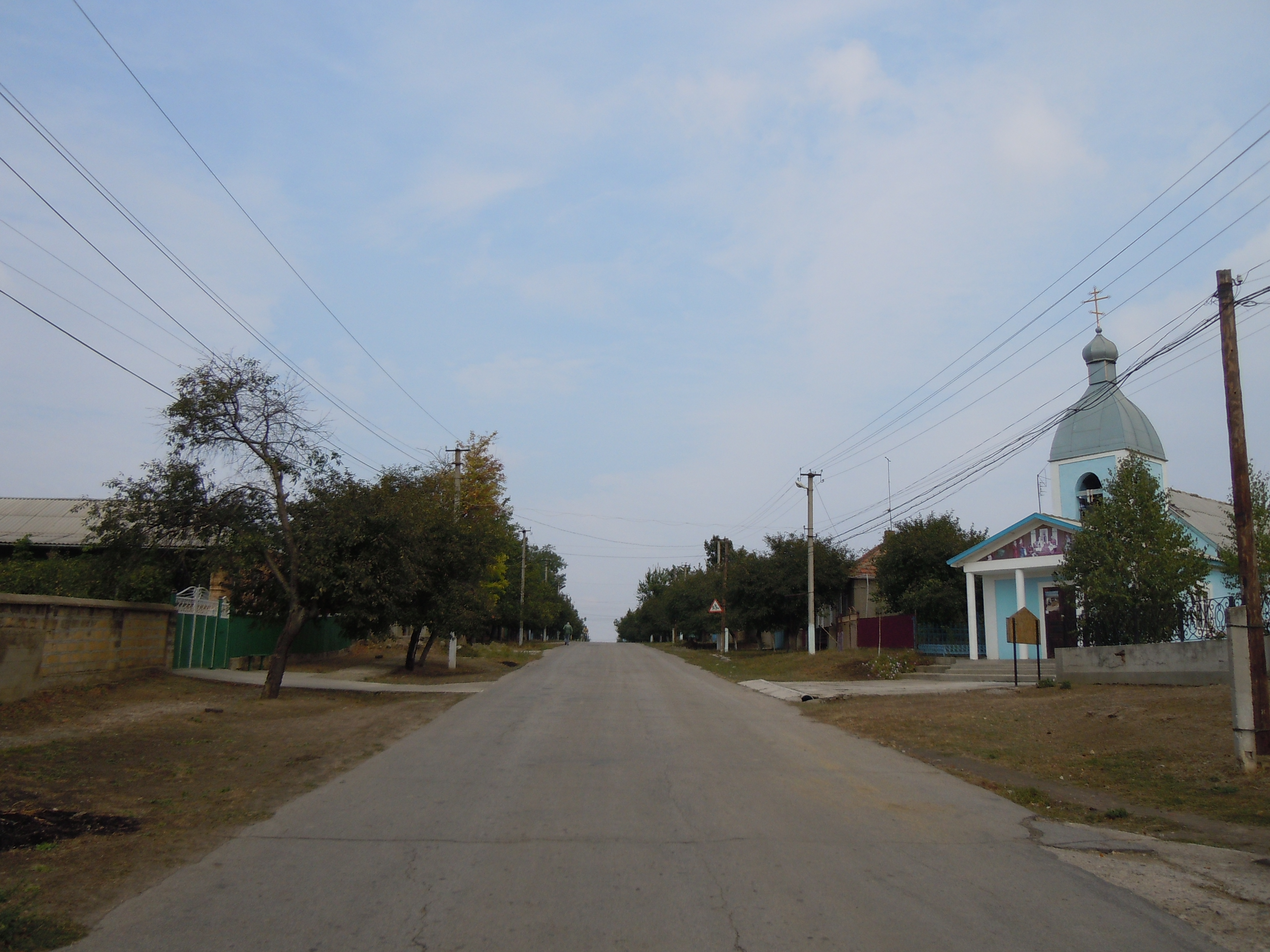

卡拉庫爾特（羅馬化：Karakurt），舊稱若夫特內韋（—2016年），是位於烏克蘭西南部的村莊，由敖德萨州博爾赫拉德區的瓦西利夫卡市鎮負責管轄。該村處於卡拉蘇拉克河畔，始建於1811年，面積2.97平方公里，海拔高度24米，2001年人口2,706。